# The Shamrock
 (septembre 2022).
La mise en forme du texte ne suit pas les recommandations de Wikipédia : il faut le « wikifier ».
Les points d'amélioration suivants sont les cas les plus fréquents. Le détail des points à revoir est peut-être précisé sur la page de discussion.
- Les titres sont pré-formatés par le logiciel. Ils ne sont ni en capitales, ni en gras.
- Le texte ne doit pas être écrit en capitales (les noms de famille non plus), ni en gras, ni en italique, ni en « petit »…
- Le gras n'est utilisé que pour surligner le titre de l'article dans l'introduction, une seule fois.
- L'italique est rarement utilisé : mots en langue étrangère, titres d'œuvres, noms de bateaux, etc.
- Les citations ne sont pas en italique mais en corps de texte normal. Elles sont entourées par des guillemets français : « et ».
- Les listes à puces sont à éviter, des paragraphes rédigés étant largement préférés. Les tableaux sont à réserver à la présentation de données structurées (résultats, etc.).
- Les appels de note de bas de page (petits chiffres en exposant, introduits par l'outil «  Source ») sont à placer entre la fin de phrase et le point final[comme ça].
- Les liens internes (vers d'autres articles de Wikipédia) sont à choisir avec parcimonie. Créez des liens vers des articles approfondissant le sujet. Les termes génériques sans rapport avec le sujet sont à éviter, ainsi que les répétitions de liens vers un même terme.
- Les liens externes sont à placer uniquement dans une section « Liens externes », à la fin de l'article. Ces liens sont à choisir avec parcimonie suivant les règles définies. Si un lien sert de source à l'article, son insertion dans le texte est à faire par les notes de bas de page.
- La présentation des références doit suivre les conventions bibliographiques. Il est recommandé d'utiliser les modèles {{Ouvrage}}, {{Chapitre}}, {{Article}}, {{Lien web}} et/ou {{Bibliographie}}. Le mode d'édition visuel peut mettre en forme automatiquement les références.
- Insérer une infobox (cadre d'informations à droite) n'est pas obligatoire pour parachever la mise en page.

Pour une aide détaillée, merci de consulter Aide:Wikification.
Si vous pensez que ces points ont été résolus, vous pouvez retirer ce bandeau et améliorer la mise en forme d'un autre article.
 (septembre 2022).
The Shamrock était un groupe de twist pop-rock originaire de La Chaux-de-Fonds, en Suisse. 

## Biographie
Formé en 1960, Il était composé de Jean-Pierre Robert à la batterie, de Bernard Held et Raymond à la guitare ainsi que d'Éric à la basse et de Marcel au clavier. En 1961 le groupe se classe troisième à la Coupe suisse de rock-twist de Lausanne.
Leur premier album est sorti en 1962 sous le label Chasseurs de Sons. Ce dernier avait pour vocation de faire découvrir au public des artistes locaux, notamment de La Chaux-de-Fonds. Avec cet album de reprises des Shadows, le groupe s'est fait une petite notoriété dans la région. 
La même année, Joséphine Baker leur proposa de la rejoindre lors de ses tournées en Europe. Étant toujours aux études, les jeunes membres durent décliner cette proposition en raison de l'inquiétude de leurs parents. 
En 1964, ils terminent en deuxième position aux qualifications pour le Championnat d'Europe de Rock'n'Roll. 
Suit, en 1965, Bluesham, un album twist. Puis Rythm And City (1966) et Nixy (1971), des albums aux sonorités davantage pop et rock. La même année, ils remportent la coupe du Rocker's Club de Montreux.

## Discographie

### EP
- 1965 : Bluesham

### Singles
- 1962 : Driftin
- 1966 : Rythm and City
- 1971 : Nixy / American Mary